# كارين دون
كارين دون (بالإنجليزية: Karen Dunne) هي دراجة أمريكية، ولدت في 12 ديسمبر 1967 في كولورادو سبرينغس في الولايات المتحدة.

## وصلات خارجية
- كارين دون على موقع أرشيف الدراجات (الإنجليزية)
- كارين دون على موقع إحصائيات الدراجات الإحترافية (الإنجليزية)